# Malakbel

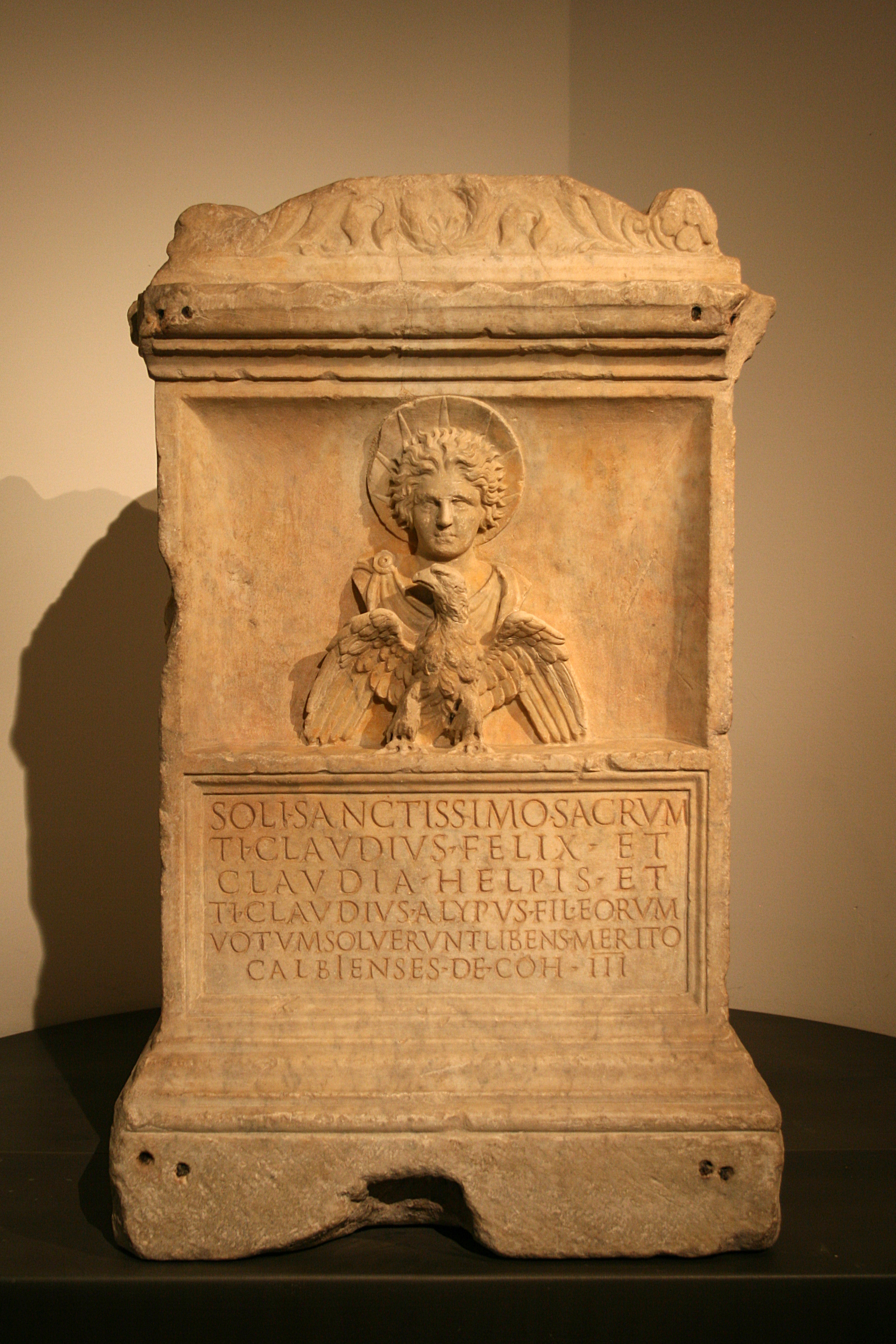
Malakbel raffigurato su di un'ara da Roma, con l'epiteto «Sol Sanctissimus»

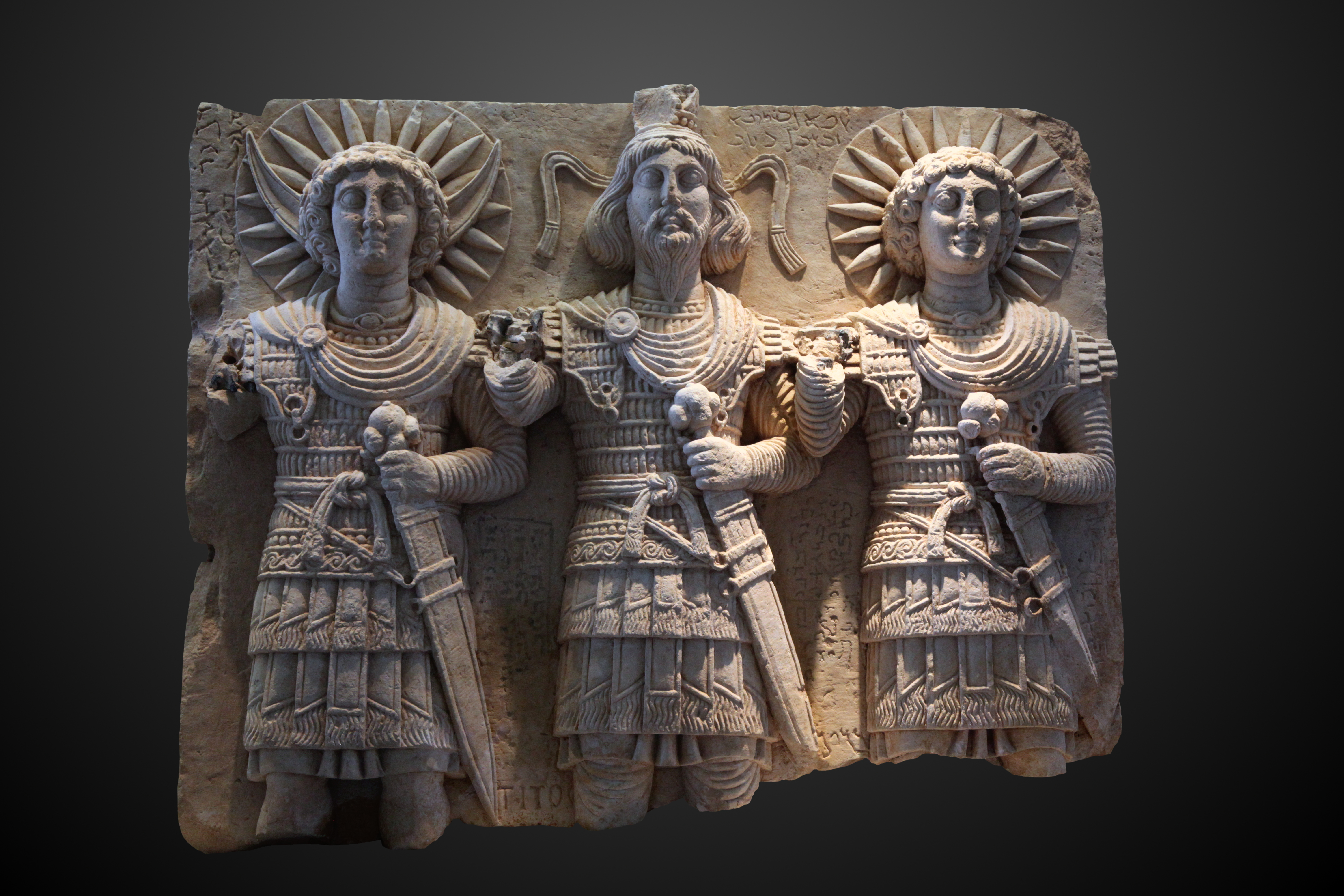
Rilievo da Palmira raffigurante, da sinistra a destra, Agli-Bol, Baalshamin e Malakbel

Malakbel (Arabo: بعل ملاك) era una divinità del Sole venerata nell'antica città siriana di Palmira. È frequentemente associato alla divinità della Luna Agli-Bol e considerato parte della trinità formata dai due e la divinità del cielo Baalshamin.

## Etimologia
Il nome Malakbel significa «angelo di Bel», rimarcando il suo ruolo di messaggero e accolito di Bel nella mitologia.

## Prove archeologiche
La prima menzione conosciuta di Malakbel si trova un'iscrizione risalente al 17 a.C., che lo associa al dio lunare Agli-Bol. Diverse altre iscrizioni della tribù dei Bene Komare lo associano ad Agli-Bol, inclusa un'iscrizione bilingue del 122 d.C. in cui Agli-Bol e Malakbel lodano un cittadino di nome Manai per la sua pietà.
Prove del culto di Malakbel si possono trovare anche a Roma, e fino alla provincia nordafricana della Numidia, come attestato da un'iscrizione intorno al 178 nella città di El Kantara, dove si trovavano stazionati gli arcieri della città di Palmira.

### Santuari

#### A Palmira
Diverse iscrizioni della città risalenti al II secolo attestano che Agli-Bol era venerato insieme a Malakbel in un santuario noto come «Giardino Sacro» (gnt' 'ilym) o «Giardino Santo», uno dei quattro santuari principali della città. I Bene Komare, devoti ai due dei, si occupavano di questo santuario.
Il santuario aveva due altari e un cipresso sacro. Uno dei rilievi rinvenuti nel Tempio di Bal mostra i due altari del santuario e le raffigurazioni delle due divinità. Il santuario aveva anche delle terme, come attesta un'iscrizione del 182 che menziona Thomallachis, figlia di Haddudan, che contribuì con 2500 denari alla costruzione delle terme di Agli-Bol e Malakbel.

#### A Roma
La costruzione di un santuario di Malakbel è attestata intorno all'inizio del II secolo a Roma. Il santuario era situato sulla sponda destra del fiume Tevere, in prossimità di diversi magazzini del vino. Lì, Malakbel era spesso identificato con la divinità romana Sol, nota col nome «Deus Sol Sanctissimus», e occasionalmente portava l'epiteto Invictus.

## Malakbel e Sol Invictus
Nel 274, in seguito alla sua vittoria sul Regno di Palmira, l'imperatore Aureliano dedicò un grande tempio al Sol Invictus a Roma. La maggior parte degli studiosi considera il Sol Invictus di Aureliano di origine siriana, o una continuazione del culto del Sol Invictus El-Gabal, o di Malakbel di Palmira, poiché Malakbel era spesso identificato con il dio romano Sol e portava a sua volta l'epiteto Invictus. Un altro dei suoi nomi, Sanctissimus, era un epiteto che Aureliano incise su un'iscrizione a Capena.